# Saigneville
Saigneville é uma comuna francesa na região administrativa de Altos da França, no departamento de Somme. Estende-se por uma área de 12,86 km². Em 2010 a comuna tinha 387 habitantes (densidade: 30,1 hab./km²).